# Guillaume II de Cerdagne
Guillaume de Cerdagne, (en catalan : Guillem Jordà) mort en 1110, surnommé Jourdain après avoir été (re)baptisé dans les eaux du fleuve du même nom, comte de Cerdagne (1095-1109) et de Tripoli (1105-1110), est le fils de Guillaume Raymond comte de Cerdagne et de Sancha de Barcelone.
Il accompagna à la première croisade Raymond de Saint-Gilles, qui était le demi-frère de sa mère Sança (issue du troisième mariage d'Almodis de la Marche). Lorsque celui-ci mourut, prenant pour prétexte l'absence du fils aîné de Raymond Bertrand et la minorité du second fils Alphonse Jourdain, il s'intitula comte de Tripoli et réside au de Tortose (Tartous). Il fait la conquête d'Archas (Tell Arqa), une forteresse contrôlant la route entre Tortose et Tripoli, après un siège de trois semaines entre mars et avril 1108.
A l'arrivée de Bertrand de Saint-Gilles en 1109, Guillaume s'allie à Tancrède, prince d'Antioche pour conserver le comté de Tripoli. L'arbitrage du roi Baudouin Ier de Jérusalem divise le comté en deux. Guillaume fut assassiné et Bertrand réunifia le comté.
Le comté de Cerdagne échut à son frère Bernard.

## Sources
- René Grousset, L'Empire du Levant : Histoire de la Question d'Orient, Paris, Payot, coll. « Bibliothèque historique », 1949 (réimpr. 1979), 648 p. (ISBN 978-2-228-12530-7)